# Wiktor Suchocki
Wiktor Suchocki (ur. 31 sierpnia 1906 w Sosnkowiczach w powiecie łuninieckim, zm. 26 października 1956 w Kowarach) – podpułkownik LWP, prokurator wojskowy oskarżający w procesach żołnierzy antykomunistycznego podziemia niepodległościowego.
W latach 1926–1939 był podoficerem zawodowym WP, 1936 ukończył kurs dokształcający w zakresie gimnazjum. Uczestnik wojny obronnej 1939, później w latach 1939-1943 przebywał w ZSRR. 6 VI 1943 wstąpił ochotniczo do WP, był podchorążym Oficerskiej Szkoły Artylerii, 1943-1944 dowódca baterii 1 pułku artylerii lekkiej, od kwietnia 1944 do lipca 1945 oficer śledczy Wojskowej Prokuratury 2 DP im. J. H. Dąbrowskiego, następnie do kwietnia 1946 prokurator Wojskowej Prokuratury KBW. Później był prokuratorem wojskowym w Gdańsku, następnie w Kielcach (1946-1948). 1947 mianowany podpułkownikiem. 20 XII 1948 zwolniony do rezerwy.
Jako prokurator wojskowy w Gdańsku brał udział w 15 procesach zakończonych wyrokami śmierci na 12 żołnierzach i działaczach antykomunistycznego podziemia (głównie WiN) oraz trzech Niemcach oskarżonych o nielegalne posiadanie broni. 28 sierpnia 1946 był obecny podczas egzekucji (mordu sądowego) Danuty Siedzikówny „Inki”, 17-letniej sanitariuszki i łączniczki 5 Brygady Wileńskiej AK, oraz Feliksa Selmanowicza, dowódcy patrolu Brygady; odczytał wówczas wyrok śmierci i wydał rozkaz plutonowi egzekucyjnemu: „Po zdrajcach narodu polskiego ognia!”.
Po zwolnieniu z WP był m.in. inspektorem Zjednoczenia Przemysłu Drzewnego we Wrocławiu (1948-1949) i przewodniczącym Zarządu Ligi Przyjaciół Żołnierza w Sopocie (1951-1956). Zmarł podczas leczenia sanatoryjnego w Kowarach.